# فدراسیون کشتی هند
فدراسیون کشتی هند (انگلیسی: Wrestling Federation of India) (کوته‌نوشت به انگلیسی: WFI) نهاد ناظر بر کشتی در هند است. ستاد مرکز این ورزش در شهر دهلی نو، هند واقع شده‌است.

## کشتی در هند
کشتی‌گیرهای شاخص
- سوشیل کومار
- یوگشوار دات
- نارسینگ پانچام یاداو
- ساکشی مالک
- باجرانگ پونیا
- راوی کومار